# Proechimys hoplomyoides
Proechimys hoplomyoides is een zoogdier uit de familie van de stekelratten (Echimyidae). De wetenschappelijke naam van de soort werd voor het eerst geldig gepubliceerd door Tate in 1939.